# Танагрець
Тана́грець (Nemosia) — рід горобцеподібних птахів родини саякових (Thraupidae). Представники цього роду мешкають у Південній Америці.

## Види
Виділяють два види:
- Танагрець масковий (Nemosia pileata)
- Танагрець рубінововолий (Nemosia rourei)

## Етимологія
Наукова назва роду Nemosia походить від слова дав.-гр. νεμος — галявина, долина.